# Xã Sandcreek, Quận Decatur, Indiana
Xã Sandcreek (tiếng Anh: Sandcreek Township) là một xã thuộc quận Decatur, tiểu bang Indiana, Hoa Kỳ. Năm 2010, dân số của xã này là 3.120 người.